# Liste der Baudenkmäler in Balve
Die Liste der Baudenkmäler in Balve enthält die denkmalgeschützten Bauwerke auf dem Gebiet der Stadt Balve im Märkischen Kreis in Nordrhein-Westfalen (Stand: Februar 2021). Diese Baudenkmäler sind in der Denkmalliste der Stadt Balve eingetragen; Grundlage für die Aufnahme ist das Denkmalschutzgesetz Nordrhein-Westfalen (DSchG NRW).

## Denkmäler
| Bild | Bezeichnung | Lage                                                                     | Beschreibung | Bauzeit | Eingetragen seit | Denkmal- nummer |
| --- | --- | ------------------------------------------------------------------------ | --- | --- | ---------------- | --------------- |
| Wohnhaus | Wohnhaus | Balve Hauptstraße 32 Karte                                               | Zweigeschossiges Krüppelwalmgiebelhaus | | 25.01.1984       | 1               |
| weitere Bilder | Wohnhaus | Balve Hauptstraße 29 Karte                                               | | | 25.01.1984       | 2               |
| weitere Bilder | Katholische Pfarrkirche St. Blasius | Balve Kirchplatz Karte                                                   | | | 25.01.1984       | 3               |
| weitere Bilder | Wohn- und Geschäftshaus | Balve Am Drostenplatz 8 Karte                                            | „Drostenhaus“ | | 25.01.1984       | 4               |
| Wohn- und Geschäftshaus | Wohn- und Geschäftshaus | Balve Alte Gerichtsstraße 9 Karte                                        | | | 25.01.1984       | 5               |
| weitere Bilder | Schloss Wocklum | Wocklum Schloss Landsberg-Velen Karte                                    | | | 06.02.1984       | 6               |
| Wohnhaus | Wohnhaus | Balve Hauptstraße 37 Karte                                               | | | 26.01.1984       | 7               |
| Wohnhaus | Wohnhaus | Balve Dechant-Amecke-Weg 2 Karte                                         | | | 26.01.1984       | 8               |
| Wohn- und Geschäftshaus | Wohn- und Geschäftshaus | Balve Hauptstraße 6 Karte                                                | | | 26.01.1984       | 9               |
| weitere Bilder | Brücke über die Hönne mit Schmiede | Volkringhausen Glashüttenweg Karte                                       | | | 26.01.1984       | 10              |
| Fachwerkhaus | Fachwerkhaus | Volkringhausen Glashüttenweg 2                                           | | | 26.01.1984       | 11              |
| Ehemalige Klause | Ehemalige Klause | Balve Helle 9 Karte                                                      | | | 26.01.1984       | 12              |
| Wohnhaus | Wohnhaus | Langenholthausen Neuenrader Straße 23                                    | | | 26.01.1984       | 13              |
| Wohnhaus | Wohnhaus | Balve Alte Gerichtsstraße 10 Karte                                       | | | 26.01.1984       | 14              |
| Mühle | Mühle | Langenholthausen Kasbergweg 7                                            | | | 30.01.1984       | 15              |
| weitere Bilder | Luisenhütte Wocklum | Wocklum Luisenhütte Karte                                                | | | 07.02.1984       | 16              |
| weitere Bilder | St. Pius-Kapelle | Balve Am Husenberg                                                       | | | 28.02.1984       | 17              |
| weitere Bilder | Heimatmuseum | Balve Kirchplatz 2 Karte                                                 | | | 28.02.1984       | 18              |
| weitere Bilder | Bildstock am Kirchplatz | Balve Kirchplatz Karte                                                   | | | 28.02.1984       | 19              |
| weitere Bilder | Ehemalige Vikarie St. Nicolai | Balve Kirchplatz 3 Karte                                                 | | | 28.02.1984       | 20              |
| weitere Bilder | Kreuzwegkapelle - Marienkapelle | Balve Am Husenberg                                                       | | | 28.02.1984       | 21              |
| Kapelle an der Mellener Straße | Kapelle an der Mellener Straße | Balve Mellener Straße                                                    | | | 28.02.1984       | 22              |
| Kirchmauer | Kirchmauer | Balve Kirchplatz                                                         | | | 28.02.1984       | 23              |
| | Kreuzweg zur Piuskapelle | Balve Am Husenberg                                                       | Letzter erhaltener Bildstock von 14 Kreuzwegstationen. | | 28.02.1984       | 24              |
| Wohnhaus und Gaststätte | Wohnhaus und Gaststätte | Balve Hauptstraße 8                                                      | | | 29.02.1984       | 25              |
| Wohnhaus | Wohnhaus | Balve Bogenstraße 3                                                      | Sogenanntes Haus der ersten Stunde nach dem Stadtbrand von 1789. Zweigeschossiges Gebäude, Obergeschoss und Kniestock in Fachwerkbauweise. | Erbaut 1789 auf den Grundmauern des Vorgängerbaues (vermutlich mittelalterliches Gebäude), Erkerausbau 1945. | 29.02.1984       | 26              |
| weitere Bilder | Wohn- und Geschäftshaus | Balve Bogenstraße 1                                                      | | | 29.02.1984       | 27              |
| Wohnhaus | Wohnhaus | Balve Dreikönigsgasse 5                                                  | | | 10.08.1984       | 28              |
| Wohn- und Geschäftshaus | Wohn- und Geschäftshaus | Balve Alte Gerichtsstraße 3                                              | | | 29.02.1984       | 29              |
| weitere Bilder | Judenfriedhof | Balve Dechant-Amecke-Weg Karte                                           | | | 29.02.1984       | 30              |
| weitere Bilder | Kapelle | Balve Gransauer Mühle                                                    | | | 29.02.1984       | 31              |
| weitere Bilder | Wocklumer Mausoleum | Balve Kirchplatz Karte                                                   | | 2. Hälfte 16. Jahrhundert                                                                                    | 01.03.1984       | 32              |
| Wohnhaus mit agrarwirtschaftlicher Nutzung und Gaststättenbetrieb | Wohnhaus mit agrarwirtschaftlicher Nutzung und Gaststättenbetrieb | Beckum Arnsberger Straße 39                                              | | | 01.03.1984       | 33              |
| Wohnhaus | Wohnhaus | Balve Dreikönigsgasse 3                                                  | | | 01.03.1984       | 34              |
| Wohnhaus | Wohnhaus | Balve Garbecker Straße 4                                                 | | | 01.03.1984       | 35              |
| Wohnhaus | Wohnhaus | Balve Garbecker Straße 19                                                | | | 01.03.1984       | 36              |
| Wohnhaus | Wohnhaus | Balve Am Drostenplatz 3                                                  | | | 01.03.1984       | 37              |
| weitere Bilder | Technisches Kulturdenkmal Kalkwerk Horst | Eisborn Kalkwerk Horst Karte                                             | | | 02.04.1984       | 39              |
| Hofanlage (Haupthaus, Wirtschaftsgebäude, Schuppen) | Hofanlage (Haupthaus, Wirtschaftsgebäude, Schuppen) | Beckum Dorfstraße 2                                                      | | | 09.04.1984       | 40              |
| Bruchsteinmauerzüge | Bruchsteinmauerzüge | Beckum Dorfstraße 9                                                      | | | 09.04.1984       | 41              |
| Hofanlage (Haupthaus, Stallungen, Wirtschaftsgebäude) | Hofanlage (Haupthaus, Stallungen, Wirtschaftsgebäude) | Beckum Arnsberger Straße 47                                              | | | 09.04.1984       | 42              |
| Wohnhaus | Wohnhaus | Balve Mittelstraße 6                                                     | | | 09.04.1984       | 43              |
| Wohnhaus | Wohnhaus | Balve Mittelstraße 5                                                     | | | 09.04.1984       | 44              |
| Wohnhaus (ehemalige Ölmühle) mit Anbau | Wohnhaus (ehemalige Ölmühle) mit Anbau | Balve In deär Queyte                                                     | | | 09.04.1984       | 45              |
| Wohnhaus | Wohnhaus | Balve Im Mühlenkamp 1                                                    | | | 09.04.1984       | 47              |
| Wohnhaus | Wohnhaus | Balve Hofstraße 17                                                       | | | 09.04.1984       | 48              |
| Wohnhaus | Wohnhaus | Balve Hofstraße 15                                                       | | | 09.04.1984       | 49              |
| Wohnhaus | Wohnhaus | Balve Hofstraße 7                                                        | | | 09.04.1984       | 50              |
| Wohnhaus | Wohnhaus | Balve Hofstraße 4                                                        | | | 09.04.1984       | 52              |
| Wohnhaus | Wohnhaus | Balve Hönnetalstraße 11                                                  | | | 09.04.1984       | 53              |
| Farbverglasung im Wohn- und Geschäftshaus | Farbverglasung im Wohn- und Geschäftshaus | Balve Hönnetalstraße 10                                                  | | | 09.04.1984       | 54              |
| Wohnhaus (ehemaliges Amtsgericht) | Wohnhaus (ehemaliges Amtsgericht) | Balve Hönnetalstraße 6 Karte                                             | | | 25.06.1984       | 55              |
| Wohnhaus | Wohnhaus | Balve Garbecker Straße 12                                                | | | 09.04.1984       | 56              |
| weitere Bilder | Wohn- und Geschäftshaus | Balve Hauptstraße 25                                                     | | | 09.04.1984       | 57              |
| Wohn- und Geschäftshaus | Wohn- und Geschäftshaus | Balve Hauptstraße 28                                                     | | | 09.04.1984       | 58              |
| weitere Bilder | Wohnhaus | Balve Hauptstraße 30                                                     | | | 16.02.1987       | 59              |
| Wohnhaus | Wohnhaus | Balve Hauptstraße 36                                                     | | | 09.04.1984       | 60              |
| Wohnhaus | Wohnhaus | Balve Hönnetalstraße 4                                                   | | | 09.04.1984       | 61              |
| Wohnhaus | Wohnhaus | Balve Alte Gerichtsstraße 5                                              | | | 08.05.1984       | 62              |
| Wohnhaus | Wohnhaus | Balve Garbecker Straße 3                                                 | | | 08.05.1984       | 63              |
| weitere Bilder | Liborikapelle | Garbeck Nunnenbrauk                                                      | | | 08.05.1984       | 64              |
| Wohnhaus mit agrarwirtschaftlicher Nutzung (Hofanlage mit Wirtschafts- und Wohnflügel sowie Hoffläche) | Wohnhaus mit agrarwirtschaftlicher Nutzung (Hofanlage mit Wirtschafts- und Wohnflügel sowie Hoffläche) | Garbeck Märkische Straße 14                                              | | | 08.05.1984       | 65              |
| Ehemalige Schule | Ehemalige Schule | Garbeck Karrenstraße 3                                                   | | | 08.05.1984       | 66              |
| Speicher von 1734, Hof 6 | Speicher von 1734, Hof 6 | Höveringhausen Alte-Höfe-Straße 3 Karte                                  | | | 08.05.1984       | 67              |
| Speicher | Speicher | Langenholthausen Neuenrader Straße 25                                    | | | 08.05.1984       | 68              |
| Speicher | Speicher | Langenholthausen Sunderner Straße 32                                     | | | 08.05.1984       | 69              |
| Speicher | Speicher | Höveringhausen Severinstraße 4 Karte                                     | | | 08.05.1984       | 70              |
| Wohnhaus mit Scheune und Zubauten | Wohnhaus mit Scheune und Zubauten | Eisborn Dorfstraße 9                                                     | | | 16.10.1984       | 71              |
| Wohnhaus mit agrarwirtschaftlicher Nutzung | Wohnhaus mit agrarwirtschaftlicher Nutzung | Langenholthausen Benkamp 5                                               | | | 08.05.1984       | 72              |
| Wohn- und Wirtschaftsgebäude | Wohn- und Wirtschaftsgebäude | Garbeck Märkische Straße 8                                               | | | 08.05.1984       | 73              |
| weitere Bilder | Wohnhaus mit agrarwirtschaftlicher Nutzung und bruchsteinernem Nebengebäude | Eisborn Grübeck 7 Karte                                                  | | | 08.05.1984       | 74              |
| weitere Bilder | Wocklumer Mühle | Wocklum 8 Wocklumer Mühle                                                | | | 08.05.1984       | 75              |
| | Brückenfigur des Hl. Nepomuk | Wocklum Wocklum - Allee                                                  | nicht mehr vorhanden | | 10.05.1984       | 76              |
| Wegekapelle | Wegekapelle | Beckum westlich der Kirche                                               | | | 10.05.1984       | 77              |
| Statue des Franziskus Xaverius | Statue des Franziskus Xaverius | Wocklum Umfeld des Schlosses                                             | | | 22.05.1984       | 78              |
| weitere Bilder | Hönnebrücke | Volkringhausen nördlich Binolen                                          | | | 07.06.1984       | 79              |
| Wohnhaus | Wohnhaus | Mellen Balver Straße 12                                                  | | | 06.07.1984       | 80              |
| Bahnhofsempfangsgebäude Balve-Binolen | Bahnhofsempfangsgebäude Balve-Binolen | Volkringhausen Bahnhof Binolen                                           | | | 09.12.1992       | 81              |
| weitere Bilder | Freistehender Speicher | Langenholthausen Mittelweg 18                                            | | | 07.06.1984       | 82              |
| Speicher | Speicher | Beckum Dorfstraße 21                                                     | | | 07.06.1984       | 83              |
| Wohnhaus ohne Anbau | Wohnhaus ohne Anbau | Balve Alte Gerichtsstraße 1                                              | | | 07.06.1984       | 84              |
| Haupthaus des Gehöftes | Haupthaus des Gehöftes | Mellen Balver Straße 16                                                  | | | 18.06.1984       | 85              |
| Heiligenhäuschen um 1810 | Heiligenhäuschen um 1810 | Langenholthausen Kesberg, hinter dem Hof Kruse                           | | | 18.06.1984       | 86              |
| weitere Bilder | Wohn- und Geschäftshaus | Balve Mellener Straße 1                                                  | Zweigeschossiges Bürgerhaus. Fachwerk mit kräftigen Stützen und Riegelwerk auf Bruchsteinsockel. | 1790 erbaut aus Bruchsteinen der alten Stadtmauer von Johann Ernst Brunswicker (Amtsschreiber und Advokat).  | 18.06.1984       | 87              |
| Wohnhaus. Erste Sparkasse, später Apotheke | Wohnhaus. Erste Sparkasse, später Apotheke | Balve Hauptstraße 21                                                     | | | 18.06.1984       | 88              |
| weitere Bilder | Klusensteiner Mühle (Mühlengebäude, ehemaliges Landarbeiterhaus, Wehr mit Wasserzuführung und Ablauf) | Hönnetal Karte                                                           | | | 25.06.1984       | 89              |
| Sanssouci 2 | Sanssouci 2 | Balve Sanssouci 2                                                        | Ehemaliges Ausflugslokal vor den Toren der Stadt. Namensgeber für den Ortsteil. | | 25.06.1984       | 90              |
| Sog. Jungferngut, Haupthaus, seitlich vorgelagertes Stallgebäude aus Bruchsteinmauerwerk, seitlich zurückgesetzte Bruchsteinscheune mit ihr der vorderen Giebelwand vorgesetztem Anbau, Flächen des Hofraumes und der Hausgarten | Sog. Jungferngut, Haupthaus, seitlich vorgelagertes Stallgebäude aus Bruchsteinmauerwerk, seitlich zurückgesetzte Bruchsteinscheune mit ihr der vorderen Giebelwand vorgesetztem Anbau, Flächen des Hofraumes und der Hausgarten | Garbeck Märkische Straße 2                                               | | | 27.06.1984       | 91              |
| Hauptgebäude (Kernhaus) | Hauptgebäude (Kernhaus) | Mellen Balver Straße 25                                                  | | | 06.07.1984       | 92              |
| Wohnhaus ohne Zu- und Anbauten | Wohnhaus ohne Zu- und Anbauten | Mellen Balver Straße 17                                                  | | | 03.08.1984       | 93              |
| Traufwand mit Inschriftstein und Schlitzfenstern des Gebäudes | Traufwand mit Inschriftstein und Schlitzfenstern des Gebäudes | Balve Bogenstraße 5                                                      | | Mauerstück erbaut vor 1789. Vermutlich Steinwerkteil eines untergegangenen anderen Hauses.                   | 02.08.1984       | 95              |
| weitere Bilder | Pfarrhaus | Balve Kirchplatz 4 Karte                                                 | | | 03.08.1984       | 96              |
| weitere Bilder | Anbau zum Pfarrhaus | Balve Kirchplatz 5 Karte                                                 | | | 03.08.1984       | 97              |
| Wegekapelle (St. Quirinus) einschließlich Schutzbaum und Kreuz | Wegekapelle (St. Quirinus) einschließlich Schutzbaum und Kreuz | Langenholthausen an der B229 Karte                                       | | | 10.08.1984       | 98              |
| Speicher auf dem Gehöft Kruse | Speicher auf dem Gehöft Kruse | Langenholthausen Kesberg 4                                               | | | 24.09.1984       | 99              |
| Haupt- und Nebengebäude (Fachwerk und Bruchstein) | Haupt- und Nebengebäude (Fachwerk und Bruchstein) | Balve Hönnetalstraße 1 und 3                                             | | | 30.01.1985       | 100             |
| Wohnhaus | Wohnhaus | Balve Im Mühlenkamp 6                                                    | | | 11.02.1985       | 101             |
| | Kalkofen | Balve Hönnetalstraße                                                     | | | 20.12.1985       | 102             |
| Transformatorenhaus | Transformatorenhaus | Wocklum Wocklumer Weg                                                    | | | 06.02.1986       | 103             |
| Kalkwerk Grübeck (zwei zylindrische Kalköfen im rechten Eingangsbereich zum Kalkwerk) | Kalkwerk Grübeck (zwei zylindrische Kalköfen im rechten Eingangsbereich zum Kalkwerk) | Volkringhausen Grübeck Karte                                             | | | 08.04.1986       | 104             |
| weitere Bilder | St. Nikolauskirche | Beckum Nikolausstraße 2                                                  | | | 28.04.1986       | 105             |
| Grabkreuz Liese | Grabkreuz Liese | Balve Familiengruft Schulte                                              | | | 11.04.1991       | 107             |
| Dorfschmiede | Dorfschmiede | Beckum Arnsberger Straße 48                                              | | | 11.04.1991       | 108             |
| "Alte Küsterei", Wohnhaus | "Alte Küsterei", Wohnhaus | Dechant-Löcker-Weg 2 (früher Kirchplatz 6) Karte                         | | |                  | 109             |
| Bahnhofsempfangsgebäude Balve | Bahnhofsempfangsgebäude Balve | Am Bahnhof 1                                                             | | |                  | 110             |
| weitere Bilder | Baracke (ehem. Verwaltungsgebäude) des Maximilian-Kaller-Heims sowie Kapelle des Maximilian-Kaller-Heims, wandfeste Innenausstattung (ausgenommen das stark umgebaute Gebäudeäußere)                                             | Helle 10                                                                 | | |                  | 111             |
| weitere Bilder | Köhlerhaus | Garbeck Balver Wald (Gemarkung Garbeck Flur 9 Flurstück 13 und 14) Karte | Fachwerkhaus auf Bruchsteinsockel mit hohem Satteldach, das zwischen 1829 und 1834 für Waldbauern und Köhler errichtet und später zu einer Jagdhütte umgebaut wurde. In der Deutschen Grundkarte von 2016 ist das Gebäude als Jagdhaus Vogelsberg eingezeichnet. | Errichtet zwischen 1829 und 1834, Umbau 1906.                                                                | 2023             |                 |

## Ehemalige Denkmäler
| Bild             | Bezeichnung      | Lage                 | Beschreibung | Bauzeit | Eingetragen seit | Denkmal- nummer |
| ---------------- | ---------------- | -------------------- | --- | ------- | ---------------- | --------------- |
| Backhausspeicher | Backhausspeicher | Beckum Dorfstraße 21 | Fachwerkgebäude mit massivem Untergeschoss, in dem sich der Backofen befand. Am 4. März 2020 wurde der Backhausspeicher aus der Denkmalliste ausgetragen. |         | 11.04.1991       | 106             |